# Landsberg–Schaars relation
Inom talteori och harmonisk analys är Landsberg–Schaars relation följande relation för positiva heltal p och q:
{\displaystyle {\frac {1}{\sqrt {p}}}\sum _{n=0}^{p-1}\exp \left({\frac {2\pi in^{2}q}{p}}\right)={\frac {e^{\pi i/4}}{\sqrt {2q}}}\sum _{n=0}^{2q-1}\exp \left(-{\frac {\pi in^{2}p}{2q}}\right).}
Även om båda membrum är ändliga summor har man inte lyckats hitta något bevis med ändliga metoder. I allmänhet bevisas den genom att låta {\displaystyle \tau =2iq/p+\varepsilon } med {\displaystyle \varepsilon >0} i följande identitet av Jacobi (som är ett specialfall av Poissons summeringsformel i klassisk harmonisk analys)
{\displaystyle \sum _{n=-\infty }^{+\infty }e^{-\pi n^{2}\tau }={\frac {1}{\sqrt {\tau }}}\sum _{n=-\infty }^{+\infty }e^{-\pi n^{2}/\tau }}
och sedan låta {\displaystyle \varepsilon \to 0.}
Om vi låter q = 1 blir identiteten en formel för  kvadratiska Gaussumman modulo p.
Landsberg–Schaars relation kan skrivas i den mer symmetriska formen
{\displaystyle {\frac {1}{\sqrt {p}}}\sum _{n=0}^{p-1}\exp \left({\frac {\pi in^{2}q}{p}}\right)={\frac {e^{\pi i/4}}{\sqrt {q}}}\sum _{n=0}^{q-1}\exp \left(-{\frac {\pi in^{2}p}{q}}\right)}
om vi antar att pq är ett jämnt tal.